# Macchina elettrica

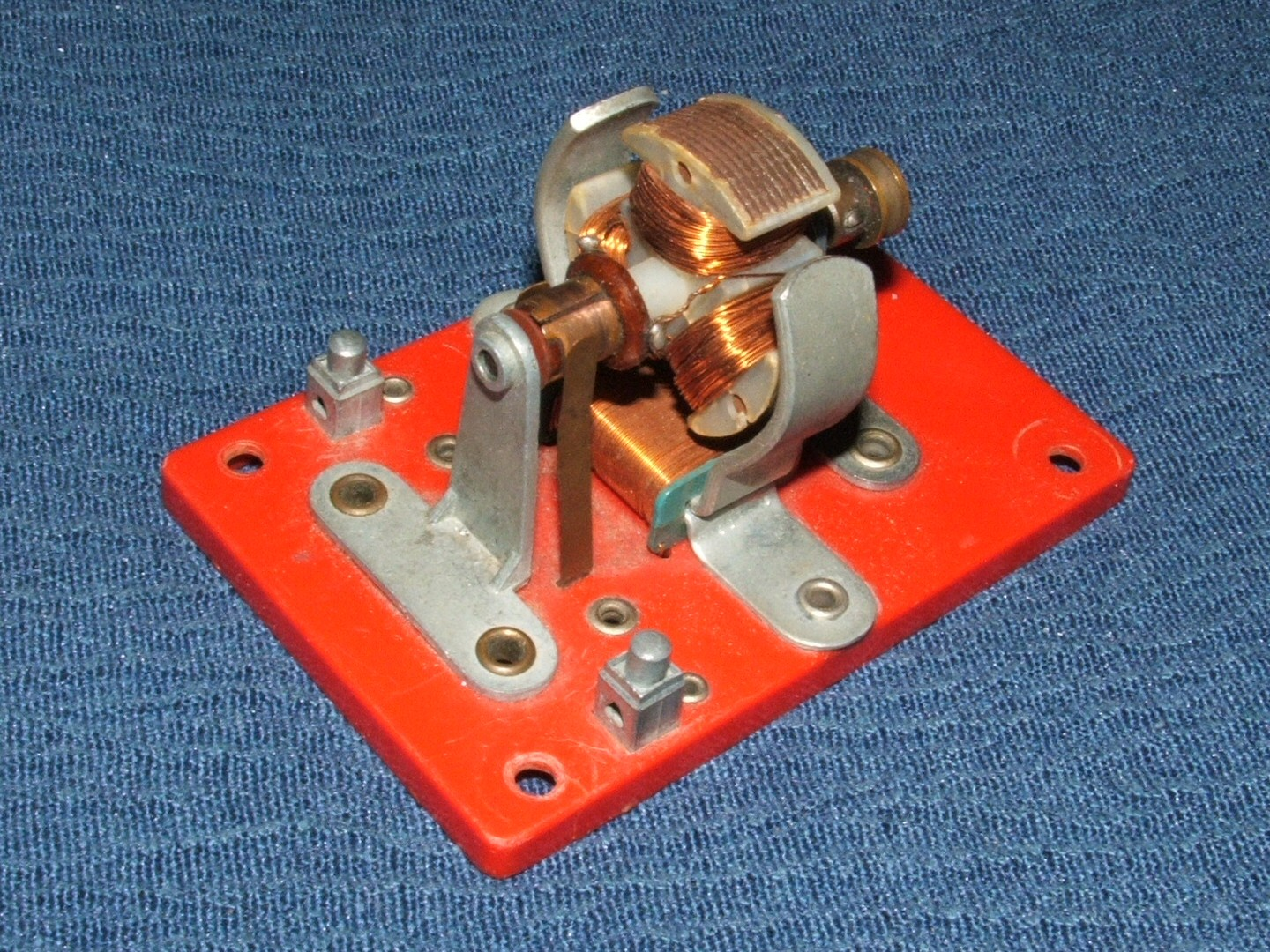
Un motore elettrico per scopi didattici e dimostrativi

In elettrotecnica una macchina elettrica è una macchina capace di convertire una forma di energia elettrica in un'altra forma di energia, o viceversa. Al limite, può anche convertire energia elettrica di un tipo in energia elettrica di un altro tipo. Appartiene a quest'ultimo caso il trasformatore, che è una macchina statica (senza parti mobili), che serve a cambiare la tensione elettrica di una corrente, e in particolare di una corrente alternata. Macchine di conversione statica diverse dai trasformatori, basate su semiconduttori, non vengono solitamente considerate "macchine elettriche rotanti", ma piuttosto "convertitori statici" siccome non contengono parti in movimento.

## Definizione
Per macchina elettrica si intende un dispositivo reversibile il cui funzionamento è basato sulle leggi:
- dell'induzione magnetica
{\displaystyle {\begin{cases}e(t)=-{d\Phi (B) \over dt}\\{\vec {E}}\ =l({\vec {v}}\ \times {\vec {B}}\ )\end{cases}}}
- delle azioni elettrodinamiche
{\displaystyle {\vec {F}}\ =l({\vec {i}}\ \times {\vec {B}}\ )}

Quindi la macchina elettrica è quel dispositivo in cui le trasformazioni energetiche coinvolgono, nello stato iniziale e in quello finale, l'energia elettrica e l'energia meccanica, oppure la sola energia elettrica.

## Classificazione

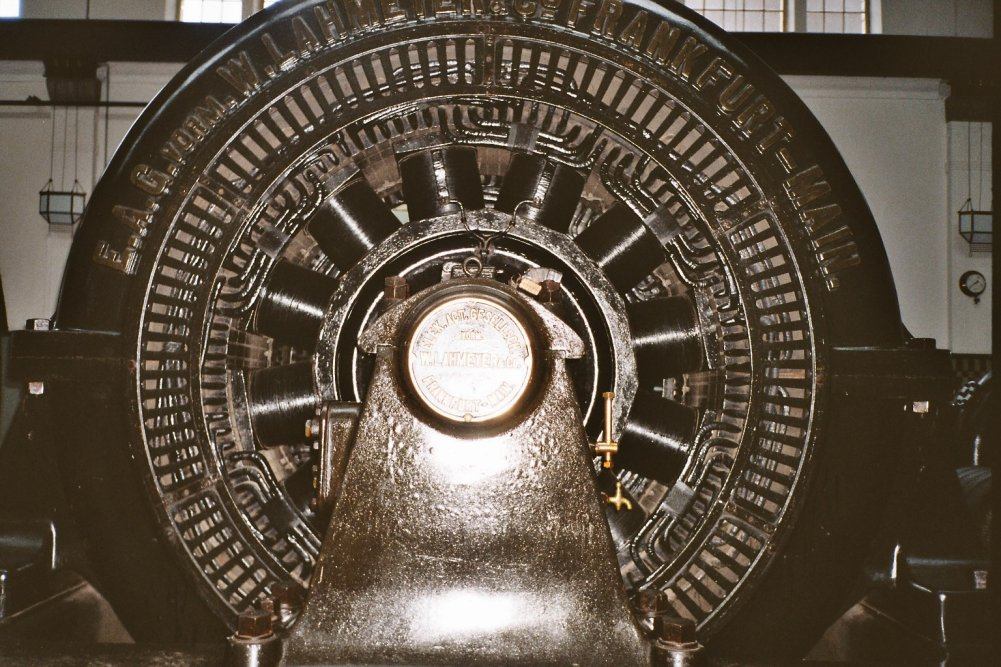
Alternatore

| Macchine                     | Rotanti        | Rotanti                                            | Statiche                                                                  |
| ---------------------------- | -------------- | -------------------------------------------------- | ------------------------------------------------------------------------- |
| Per c. a. monofase e trifase | sincrone       | generatori motori compensatori                     | trasformatore regolatori ad induzione variatori di fase cicloconvertitori |
| Per c. a. monofase e trifase | asincrone      | motori generatori compensatori                     | trasformatore regolatori ad induzione variatori di fase cicloconvertitori |
| Per c. a. monofase e trifase | a commutazione | motori monofase in serie convertitori di frequenza | trasformatore regolatori ad induzione variatori di fase cicloconvertitori |
| Per c. c.                    | a commutazione | generatori motori compensatori                     | chopper                                                                   |
| Per c. c. e c. a.            | a commutazione | motori universali convertitrici                    |                                                                           |

## Aspetti costruttivi

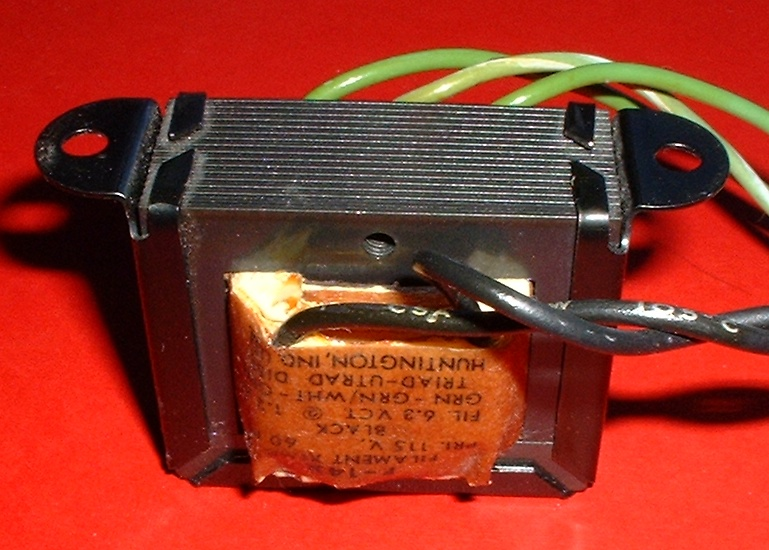
Trasformatore

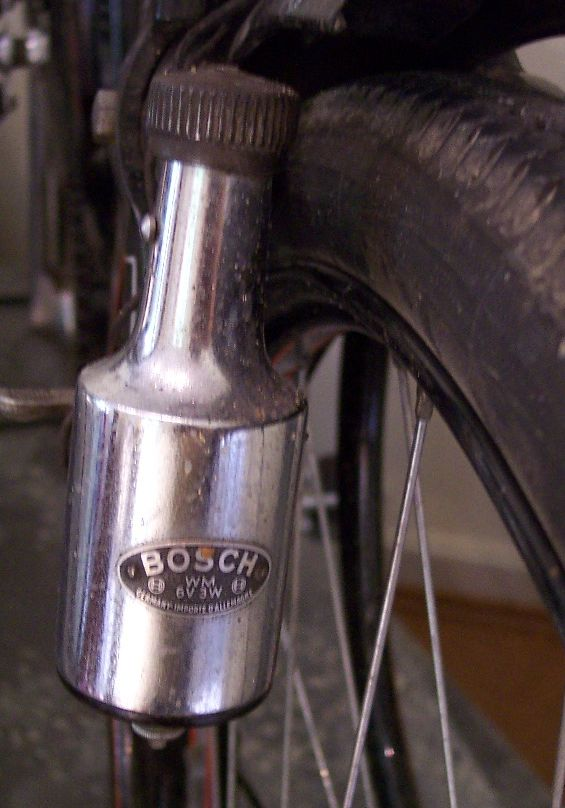
Dinamo

Una macchina elettrica comprende le seguenti parti fondamentali:
- struttura magnetica, o nucleo, in materiale ferromagnetico
- avvolgimenti
- isolanti
- strutture meccaniche

Il nucleo e gli avvolgimenti costituiscono la parte attiva, mentre le strutture metalliche sono dette massa e normalmente non sono in tensione.

### Il nucleo
I nuclei delle macchine elettriche sono realizzati mediante materiali magnetici i quali si possono suddividere in:
- Materiale diamagnetico
{\displaystyle \mu _{r}\leq 1} presentano una permeabilità magnetica prossima, anche se sempre inferiore, all'unità
- Materiale paramagnetico
{\displaystyle \mu _{r}\geq 1} presentano una permeabilità magnetica prossima, anche se sempre superiore, all'unità

OSS: i materiali diamagnetici e paramagnetici di fatto non modificano i campi magnetici che si manifestano nel "vuoto".
- Materiale ferromagnetico
{\displaystyle \mu _{r}\gg 1} presentano una permeabilità magnetica relativa molto maggiore dell'unità.
Questi materiali presentano il fenomeno della magnetizzazione residua e sono caratterizzati mediante le curve di magnetizzazione; si dividono in due gruppi:
  - ferromagnetici dolci
vengono impiegati quando interessa limitare al massimo le correnti necessarie per produrre e controllare i flussi di induzione
  - ferromagnetici duri
sono caratterizzati da elevati valori della induzione residua e vengono impiegati quando interessa realizzare flussi magnetici costanti nel tempo e pertanto conviene ricorrere al magnetismo permanente che a circuiti percorsi da corrente

Il nucleo, essendo presente un campo magnetico variabile nel tempo, è sede di correnti parassite che sono dannose perché associate a fenomeni dissipativi per effetto Joule. Altro problema che conduce a perdite nel nucleo, è l'isteresi magnetica.
In molte applicazioni, per porre rimedio a queste perdite, si provvede a costruire il nucleo mediante l'affiancamento di lamierini di materiale ferromagnetico, impacchettati e tenuti mediante viti passanti opportunamente isolate.

### Avvolgimenti

Lo statore di un motore brushless a corrente continua, in questo caso adatto a muovere una ventola

In una macchina elettrica gli avvolgimenti sono realizzati mediante opportune interconnessioni di bobine induttive.
Possono essere avvolgimenti induttori e indotti, ed essere posizionati indifferentemente su statore-rotore e viceversa. Si fa eccezione per i trasformatori in cui gli avvolgimenti sono detti primario e secondario.
Dal punto di vista costruttivo possono essere concentrati (poli salienti) e distribuiti (a gabbia).

### Gli isolanti
I materiali isolanti hanno la funzione di mantenere separati elettricamente conduttori in tensione. Devono presentare alta rigidità dielettrica, buona resistenza alla temperatura e stabilità in funzione della tensione a cui sono sottoposti.
Gli isolanti possono essere allo stato:
- gassoso (aria, idrogeno)
- liquido (oli minerali)
- solido (resine poliestere)

### Strutture meccaniche
Sono tutte quelle parti che non sono in tensione ma che hanno funzione strutturale, come alberi, cuscinetti e carcasse.
Per la realizzazione di queste parti si utilizzano leghe di ferro con alta concentrazione di carbonio ({\displaystyle \geq 2,5\%}), ossia ghisa grigia per la costruzione delle carcasse, e ghisa malleabile per i pezzi di piccolo spessore e di forma complessa.
Per usi particolari con specifiche più spinte vengono impiegati acciai speciali.

## Tipologia e funzionamento

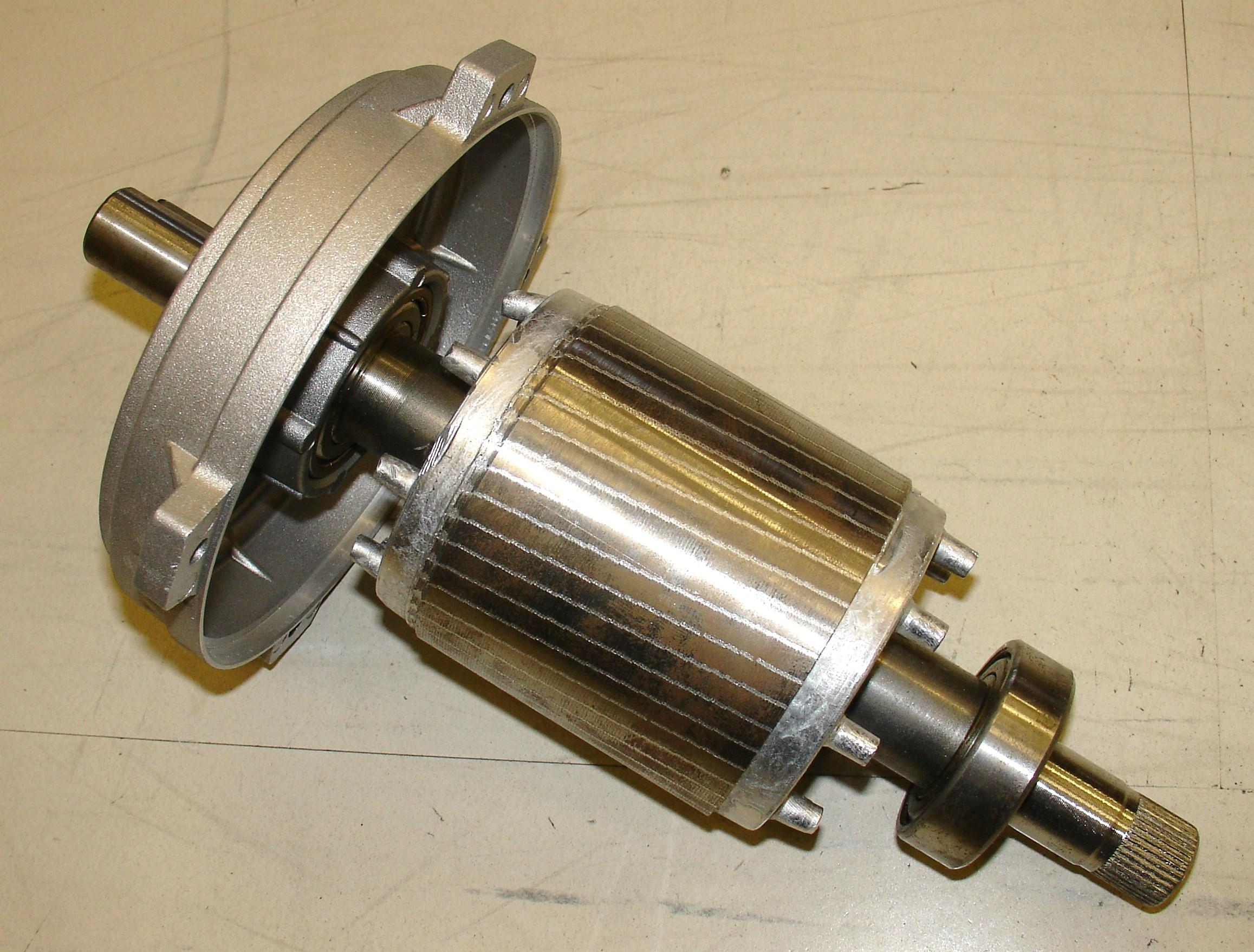
Rotore a gabbia di scoiattolo

Le macchine dinamiche (con parti mobili) sono usualmente rotanti (presenza di statore e rotore) ma possono essere anche lineari (presenza di statore e traslatore).
Esse sono basate su trasformazioni di energia ad opera del campo magnetico (macchine magnetiche) in tutti i casi tranne che nelle applicazioni microscopiche dove si preferisce affidare lo scambio energetico al campo elettrico (macchine elettrostatiche, nella quasi totalità dei casi macchine ultrasoniche). 
Le macchine magnetiche, in genere chiamate tout court macchine elettriche, sono classificate in tipi con caratteristiche funzionali e geometriche omogenee. I tipi di interesse odierno sono:
Macchine a collettore (provviste di spazzole e collettore) in corrente continua (solo rotanti).
Macchine a collettore (provviste di spazzole e collettore) in corrente alternata monofase (solo rotanti).
Macchine asincrone.
Macchine sincrone.
Macchine speciali (altri casi). Da un punto di vista costruttivo, didattico e di principio non c'è distinzione tra motore (entra energia elettrica) e generatore (entra energia meccanica). Distinzioni invece nascono a causa della varie applicazioni che producono ulteriori differenziazioni.
Nel caso in cui sia l'ingresso che l'uscita siano di tipo elettrico si hanno i convertitori, in particolare nel caso della corrente alternata si ha il trasformatore.
Nel caso in cui l'ingresso sia di tipo elettrico e l'uscita sia di tipo meccanico si hanno i motori, in particolare si parla di motori asincroni e motori sincroni per la corrente alternata e di motori in corrente continua per la corrente continua.
Nel caso in cui l'ingresso sia di tipo meccanico e l'uscita sia di tipo elettrico si hanno i generatori, in particolare si parla di alternatori per la corrente alternata e di dinamo per la corrente continua.
Le macchine elettriche si dividono inoltre in statiche, ovvero senza organi in movimento, caso del trasformatore, o rotanti, caso dei motori e dei generatori.